# Viggo Stockfleth
Harald Viggo Stockfleth, född den 29 september 1824 i Köpenhamn, död där den 11 oktober 1879, var en dansk veterinär.
Stockfleth utexaminerades 1844 från veterinärhögskolan i Köpenhamn, var sedan docent där till 1846 och slog sig därpå ned som praktiserande veterinär först i Valby och sedan i Köpenhamn. Stockfleth, som vann allt större erkännande för sin praktiska skicklighet, förordnades 1850 att i egenskap av lektor leda sjukvården vid veterinärhögskolan, blev 1869 professor och gjorde sig som sådan synnerligen erkänd som framstående föreläsare. Han kallades 1879 till medicine hedersdoktor vid Köpenhamns universitet. Av hans skrifter, som alla är dikterade  av egen erfarenhet och haft stort inflytande på veterinärvetenskapens utveckling i Norden, kan särskilt nämnas Cliniske Iagttagelser (1861–1863), Kort Fremstilling af de vigtigste Sygdomme hos Hesten, Oxen og Faaret (1862) samt den som lärobok även i Sverige använda Haandbog i Veterinær-Chirurgien (1870). År 1900 uppställdes Stockfleths porträttbyst i brons på veterinärhögskolan i Köpenhamn.